# اللجنة الأوروبية للمعايير المصرفية
اللجنة الأوروبية للمعايير المصرفية تأسست في ديسمبر 1992 من قبل جمعيات مصرفية أوروبية رائدة لتعزيز البنية التحتية المصرفية الفنية الأوروبية من خلال تطوير المعايير. في عام 2006 تولى مجلس المدفوعات الأوروبي مهامها وتم حل اللجنة.
تتم إدارة موقع الويب الخاص بها الآن من قبل مجموعة مستقلة هي الموارد المصرفية الأوروبية.